# Chelsea Manning
Chelsea Elizabeth Manning (nascida Bradley Edward Manning, em Crescent, 17 de dezembro de 1987) é uma política, ativista, denunciante (whistleblower) e militar transgênero do Exército dos Estados Unidos que foi presa e processada por acesso e divulgação de informações sigilosas que resultaram no escândalo conhecido como "Cablegate", referindo-se aos telegramas diplomáticos americanos que começaram a ser publicados em novembro de 2010 por WikiLeaks e cinco grandes jornais. Sua detenção foi realizada em maio de 2010, enquanto servia às tropas norte-americanas no Iraque.
Em 17 de janeiro de 2017, o presidente Barack Obama comutou a sentença de Manning para um total de sete anos de confinamento, contando a partir da data de sua prisão pelas autoridades militares. Manning foi libertada em 17 de maio de 2017.

## Carreira e vazamento dos telegramas diplomáticos

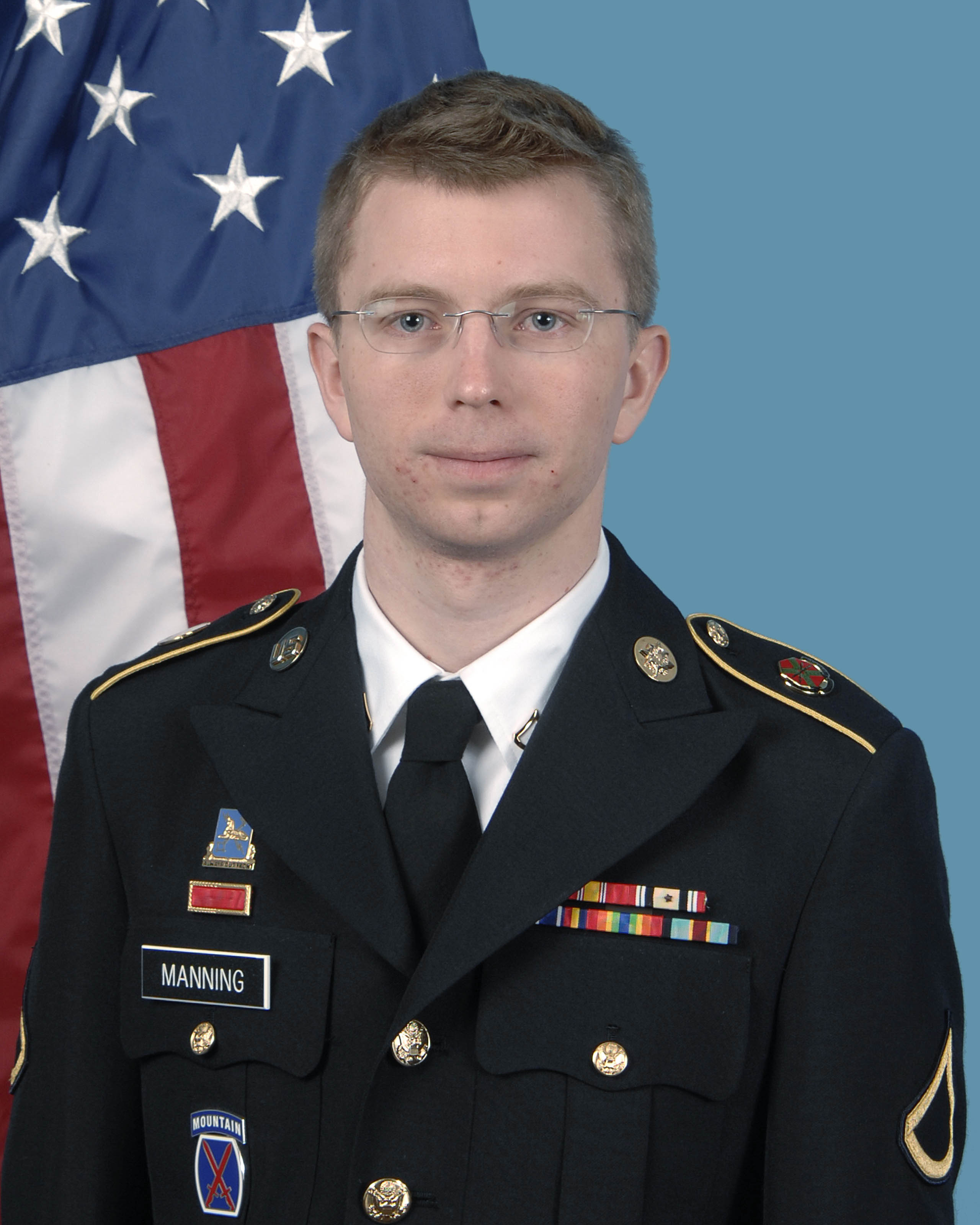
Chelsea, ainda como Bradley, com uniforme do exército dos Estados Unidos, em 2012.

Nascida Bradley Edward Manning, em 1987, em Oklahoma City, filha de Susan Fox, do País de Gales, e Brian Manning, dos Estados Unidos, Chelsea teve uma infância problemática e com pais alcoólatras. Sua família se mudava com frequência (ela morou por muitos anos na Grã-Bretanha), tinha problemas de comportamento e sofria bullying pois seus colegas a viam como um "garoto efeminado". Após se formar, se alistou no exército americano e foi apontada, em 2008, como analista de inteligência e trabalhou no Iraque e no Afeganistão. Agentes do Comando de Investigação Criminal do Exército prenderam-na com base em informações recebidas de autoridades federais, prestadas por Adrian Lamo, um ex-hacker, que, conforme revelado por Andy Greenberg da Forbes, trabalhava como "especialista em segurança" com o Projeto Vigilante, uma instituição de segurança privada que trabalha com o FBI e a NSA. Numa conversa com Lamo, Manning contou-lhe que havia sido responsável pelo vazamento de um vídeo do ataque de um helicóptero a civis em 12 de julho de 2007 em Bagdá. Posteriormente, Lamo entregou Manning às autoridades.
O grupo Hackers no Planeta Terra criticou publicamente Lamo por haver traído Manning.
Chelsea Manning, semanas depois, foi também acusada de vazar mais de 150 mil documentos ao site WikiLeaks. A acusação inicialmente não foi provada mas com a colaboração de Adrian Lamo provas foram introduzidas contra Manning.

## Aprisionamento e condenação
As condições de detenção de Manning na base militar de Quantico (no estado de Virgínia) foram consideradas desumanas e ilegais, tendo sido equiparadas a tortura, pela Anistia Internacional. Relatório publicado pelo Conselho de Direitos Humanos das Nações Unidas, emitido após investigação, reafirmou que as condições de detenção eram cruéis e desumanas. Manning foi submetida a privação de sono, nudez forçada e diversas formas de tortura psicológica.
Apesar de ter sido acusada, não lhe foi permitido falar com um juiz; em vez disso, ficou presa, sem qualquer possibilidade de exercer seu direito de impetrar  habeas corpus.
No dia 21 de agosto de 2013, Chelsea Manning (ainda sob o nome de nascimento "Bradley") foi condenada a 35 anos de prisão por ter vazado em torno de 700.000 documentos secretos ao site WikiLeaks. Um dia após a condenação, revelou ao mundo que é mulher e que quer passar por tratamento hormonal, e pediu para ser reconhecida dali em diante pelo gênero feminino. Um dos aspectos da defesa de Manning foi justamente o seu transtorno de identidade de gênero, seus advogados tentaram provar evidências da luta contra o transtorno.

## Julgamento secreto
O julgamento de Chelsea  Manning aconteceu em 2013, no Fort George G. Meade, Maryland, uma instalação militar que abriga também a NSA e a Escola de Informações do Departamento de Defesa dos Estados Unidos. O público não teve acesso aos documentos e às decisões judiciais até 18 meses depois do fim do  processo. Mas a jornalista americana Alexa O'Brien cobriu esse julgamento secreto. Em 27 de dezembro de 2013, no 30º Congresso de Comunicação Chaos (30c3), em Hamburgo, Alemanha, Alexa descreveu  o tratamento dado a Manning pelo governo americano, as acusações usadas para justificar a condenação a 35 anos de prisão, as condições do julgamento, do encarceramento e da condenação da acusada.
Em 29 de dezembro de 2013, o Chaos Computer Club realizou o seu 30º Congresso de Comunicação Chaos, durante o qual a jornalista britânica Sarah Harrison, pesquisadora legal e editora do WikiLeaks, abordou o caso de  Chelsea E. Manning, explicando a situação a que Manning fora submetida. Na ocasião, Sarah foi ovacionada por  seus esforços no sentido de proteger os direitos fundamentais de Manning.
Foi também Sarah Harrison que, em 23 de junho de 2013, acompanhou Edward Snowden no voo de Hong Kong a Moscou, quando Snowden estava sendo perseguido pelo  governo dos Estados Unidos.

## Prêmios
Recebeu o EFF Pioneer Award de 2017.